# فرودگاه بلیوایل آ
فرودگاه بلیوایل آ (به انگلیسی: Belleville Aerodrome) یک فرودگاه خصوصی است که یک باند فرود چمن دارد و طول باند آن ۱٬۰۰۲ متر است. این فرودگاه در کشور کانادا قرار دارد و در ارتفاع ۹۸ متری از سطح دریا واقع شده‌است.